# グラント郡 (ネブラスカ州)
座標: 北緯41度55分 西経101度44分 / 北緯41.92度 西経101.74度
グラント郡（グラントぐん、英: Grant County）は、アメリカ合衆国のネブラスカ州にある郡。2000年時点での人口は747人で、郡庁所在地はハイアニス (Hyannis) である。
ネブラスカ州のナンバープレートでは、グラント郡の車両は最初の数字が92になっている。これは1922年にナンバープレートの制度を確立した際、グラント郡の車両登録数が州内の郡で92番目に多かったからである。

## 地理
アメリカ合衆国国勢調査局によると、この郡の総面積は2,029 km2 (783 mi2) である。このうち2,010 km2 (776 mi2)が陸地で、18 km2 (7 mi2) が海や湖などの水地域である。総面積のうち0.89%が水地域となっている。

### 隣接する郡
- チェリー郡（北）
- フッカー郡（東）
- アーサー郡（南）
- ガーデン郡（西）
- シェリダン郡（北西）

## 人口動静

2000年の時点での郡の人口ピラミッド

2000年の国勢調査によると、グラント郡には747人、292世帯、及び226家族が暮らしている。人口密度は0/km2 (1/mi2) で、0/km2 (1/mi2) の平均的な密度に449軒の住居が建っている。この郡の人種の構成は白人98.80%、先住民0.13%、アジア系0.27%、黒人（アフリカ系アメリカ人）、太平洋諸島系、混血はおらず、その他の人種が0.80%で、1.34%の人々がヒスパニックまたはラテン系である。
グラント郡に住む292世帯のうち、37.00%は18歳未満の子供と暮らしており、67.50%は夫婦で生活している。6.50%は未婚の女性が世帯主であり、22.60%は家族以外の住人と同居している。22.30%は独居で、全世帯の8.90%は65歳以上の独居老人世帯である。1世帯あたりの平均構成人数は2.56人であり、家庭の場合は2.98人である。
郡の住民は29.20%が18歳未満の子供で、18歳以上24歳以下が5.20%、25歳以上44歳以下が24.40%、45歳以上64歳以下が27.60%、および65歳以上が13.70%となっている。平均年齢は40歳である。女性100人ごとに対して男性は114.00人いて、18歳以上の女性100人ごとに対して男性は105.80人いる。
郡の世帯ごとの平均収入は34,821米ドルで、家族ごとでは37,011米ドルである。男性の26,319米ドルに対して女性は14,417米ドルの平均的な収入がある。この郡の一人当たりの収入 (per capita income) は14,815米ドルである。総人口の9.70%、家族の8.20%は貧困線以下である。18歳未満の子供の16.70%及び65歳以上の0.00%は貧困線以下の生活を送っている。

## コミュニティ

### 村
- ハイアニス (en:Hyannis, Nebraska)

### その他
- アシュビー (en:Ashby, Nebraska)
- ホイットマン (en:Whitman, Nebraska)